# Tomáš Zíb
Tomáš Zíb est un joueur tchèque de tennis né le 31 janvier 1976 à Písek. Il a commencé sa carrière professionnelle en 1995 mais n'a pas encore remporté de tournoi sur le circuit ATP.

## Palmarès

### Titre en double (1)
| No | Date       | Nom et lieu du tournoi                     | Catégorie   | Dotation  | Surface      | Partenaire  | Finalistes                | Score    |          |
| -- | ---------- | ------------------------------------------ | ----------- | --------- | ------------ | ----------- | ------------------------- | -------- | -------- |
| 1  | 10-04-2006 | Open de Tenis Comunidad Valenciana Valence | Int' Series | 375 000 $ | Terre (ext.) | David Škoch | Lukáš Dlouhý Pavel Vízner | 6-4, 6-3 | Parcours |

### Finale en double (1)
| No | Date       | Nom et lieu du tournoi           | Catégorie   | Dotation  | Surface      | Vainqueurs                    | Partenaire | Score         |          |
| -- | ---------- | -------------------------------- | ----------- | --------- | ------------ | ----------------------------- | ---------- | ------------- | -------- |
| 1  | 21-02-2005 | Abierto Mexicano Telcel Acapulco | Int' Series | 618 000 $ | Terre (ext.) | David Ferrer Santiago Ventura | Jiří Vaněk | 4-6, 6-1, 6-4 | Parcours |

## Parcours dans les tournois du Grand Chelem

### En simple
| Année | Open d'Australie | Open d'Australie    | Roland-Garros | Roland-Garros    | Wimbledon | Wimbledon         | US Open  | US Open             |
| ----- | ---------------- | ------------------- | ------------- | ---------------- | --------- | ----------------- | -------- | ------------------- |
| 1999  | -                | -                   | -             | -                | -         | -                 | 1er tour | Max Mirnyi          |
| 2000  | 1er tour         | Gianluca Pozzi      | 1er tour      | Richard Krajicek | 1er tour  | Albert Portas     | -        | -                   |
| 2001  | -                | -                   | -             | -                | -         | -                 | -        | -                   |
| 2002  | -                | -                   | -             | -                | -         | -                 | -        | -                   |
| 2003  | -                | -                   | -             | -                | 1er tour  | Tim Henman        | -        | -                   |
| 2004  | -                | -                   | -             | -                | -         | -                 | 1er tour | Juan Carlos Ferrero |
| 2005  | 2e tour          | Tommy Robredo       | 1er tour      | Félix Mantilla   | 2e tour   | Fernando González | 1er tour | Nikolay Davydenko   |
| 2006  | 1er tour         | Juan Carlos Ferrero | 1er tour      | Tommy Robredo    | 2e tour   | Olivier Rochus    | -        | -                   |
| 2007  | -                | -                   | -             | -                | 2e tour   | Tommy Haas        | -        | -                   |

À droite du résultat, l'ultime adversaire.

### En double
| Année | Open d'Australie         | Open d'Australie          | Roland-Garros          | Roland-Garros                  | Wimbledon            | Wimbledon                        | US Open                 | US Open                   |
| ----- | ------------------------ | ------------------------- | ---------------------- | ------------------------------ | -------------------- | -------------------------------- | ----------------------- | ------------------------- |
| 2005  | 1er tour Bohdan Ulihrach | Jonas Björkman Max Mirnyi | 2e tour Tomáš Berdych  | Igor Andreev Nikolay Davydenko | 2e tour Jan Hernych  | Rainer Schüttler Alexander Waske | 1er tour Alberto Martín | Jonas Björkman Max Mirnyi |
| 2006  | 1er tour Robin Vik       | Paul Hanley Kevin Ullyett | 1er tour Greg Rusedski | Dominik Hrbatý Michal Mertiňák | 2e tour Łukasz Kubot | Jonas Björkman Max Mirnyi        | -                       | -                         |

Sous le résultat, le partenaire ; à droite, l'ultime équipe adverse.